# Erechthias iuloptera
Erechthias iuloptera är en fjärilsart som beskrevs av Edward Meyrick 1880. Erechthias iuloptera ingår i släktet Erechthias och familjen äkta malar. Inga underarter finns listade i Catalogue of Life.